# Garsthuizermaar

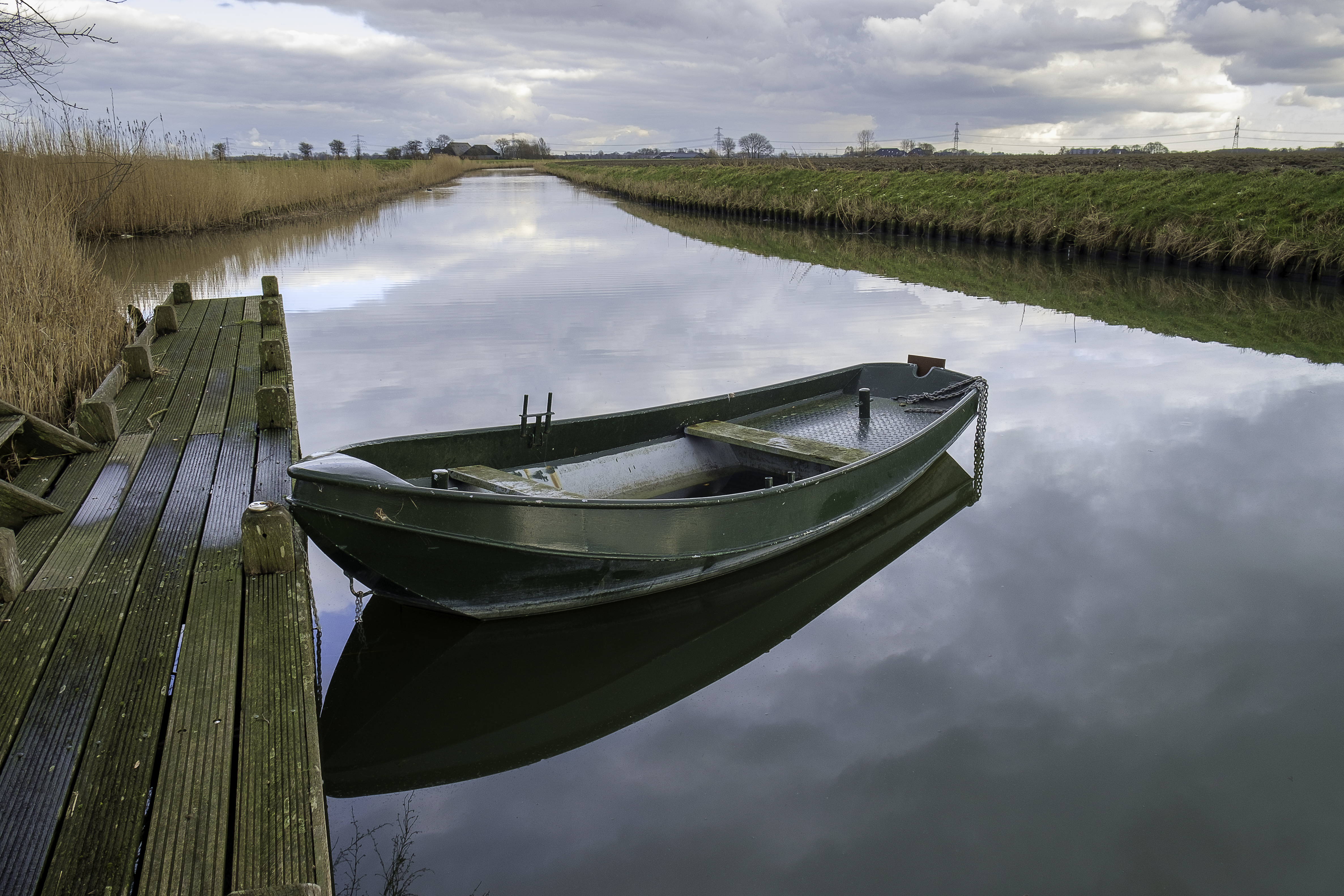
Garsthuizermaar vanaf het haventje van Garsthuizen

De Garsthuizermaar is een klein maar (kanaal) tussen de dorpen Garsthuizen en Zeerijp in de Nederlandse provincie Groningen. 

## Beschrijving
De maar start bij het haventje van Garsthuizen ten zuiden van de weg Fiveldijk. In feite vormt de maar hier een voortzetting van de Zeemsloot. Beide waterlopen vormen op deze plek restanten van de oude rivier de Fivel. De Garsthuizermaar stroomt eerst al meanderend door de oude bedding van de Fivel naar het oosten, om een stukje voorbij de Wijnjetil plots met een kaarsrechte bocht naar het zuidzuidoosten te gaan. Op deze plek verlaat de maar de Fivelboezem, die zich hier verder voortzet als de Oude Maar, die hier aftakt van de Garsthuizermaar. Iets zuidelijker, mogelijk ter hoogte van de Terhornseweg, gaat de maar over in de Zeerijpstermaar. Deze laatste stroomt stroomafwaarts via de Eenumermaar en de Oosterwijtwerdermaar in het Damsterdiep.

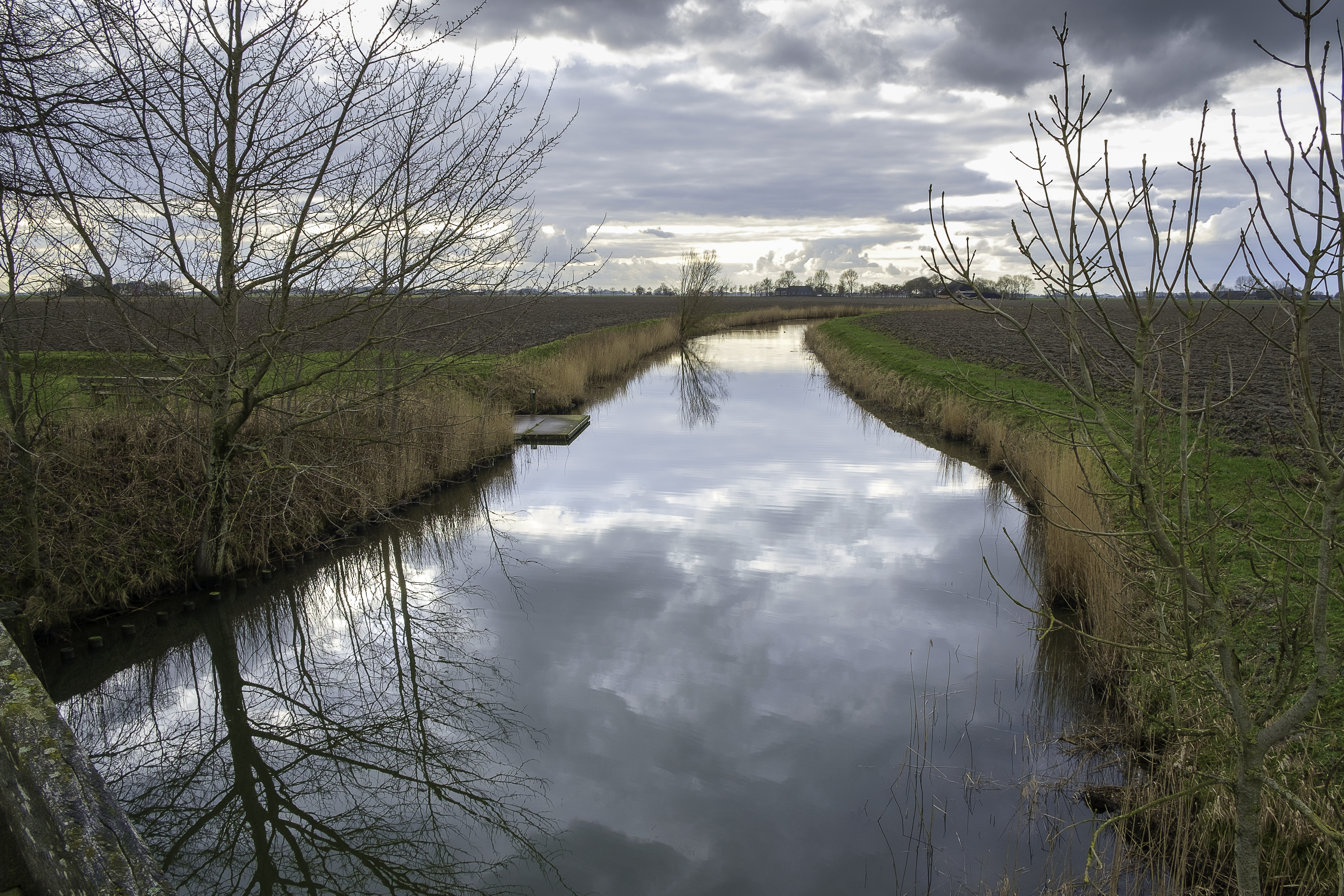
Garsthuizermaar vanaf de Wijnjetil in de richting van het westen